# David Gloxin (Politiker, 1597)

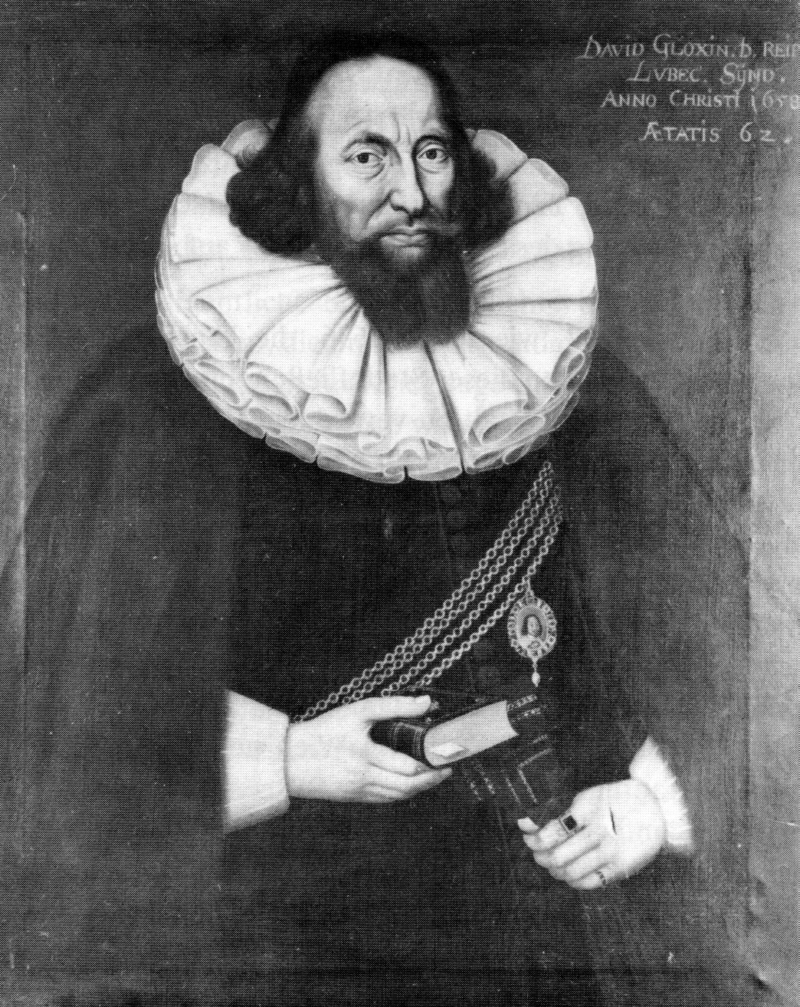
David Gloxin

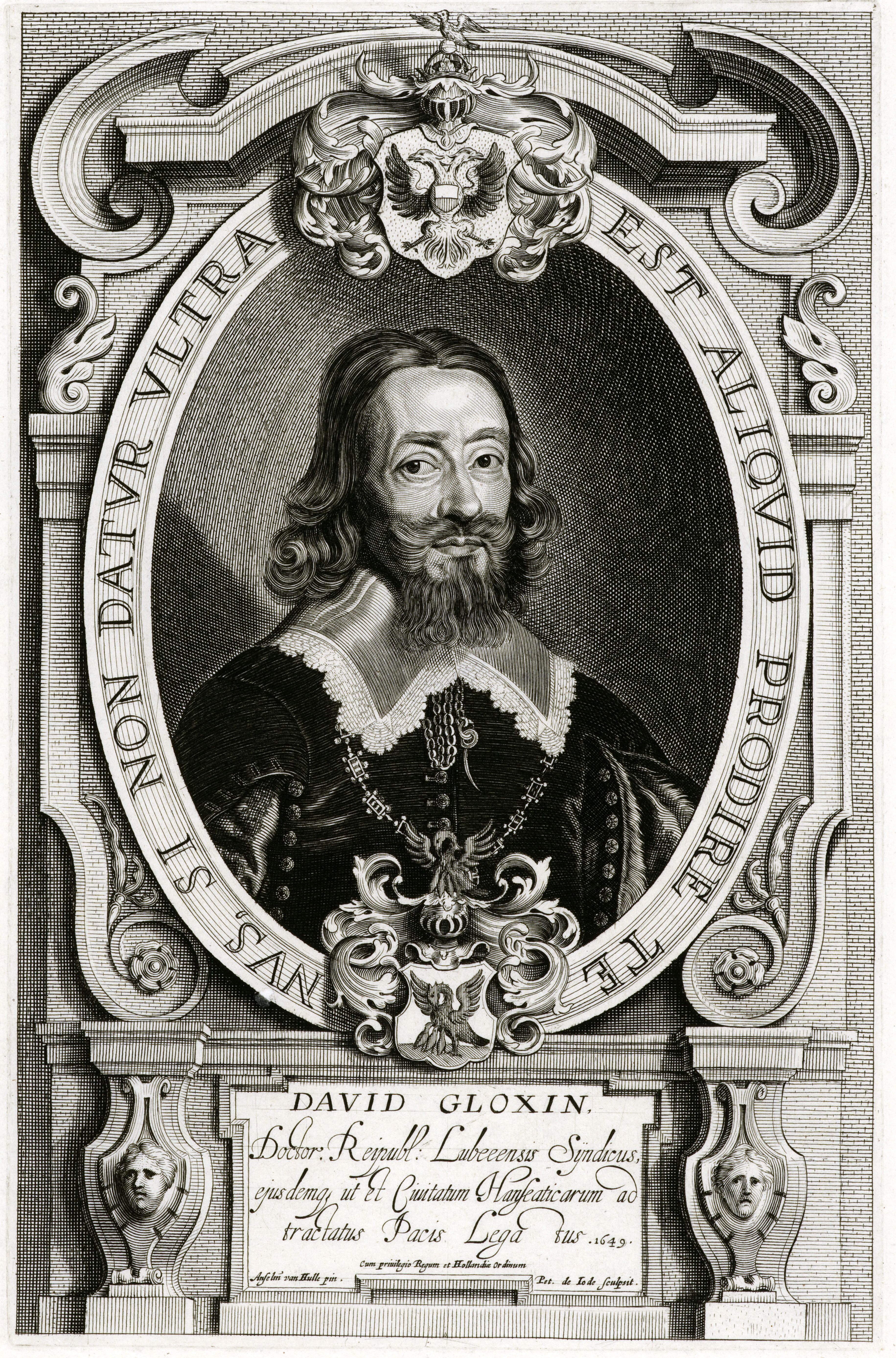
David Gloxin, Kupferstich von Pieter de Jode dem Jüngeren

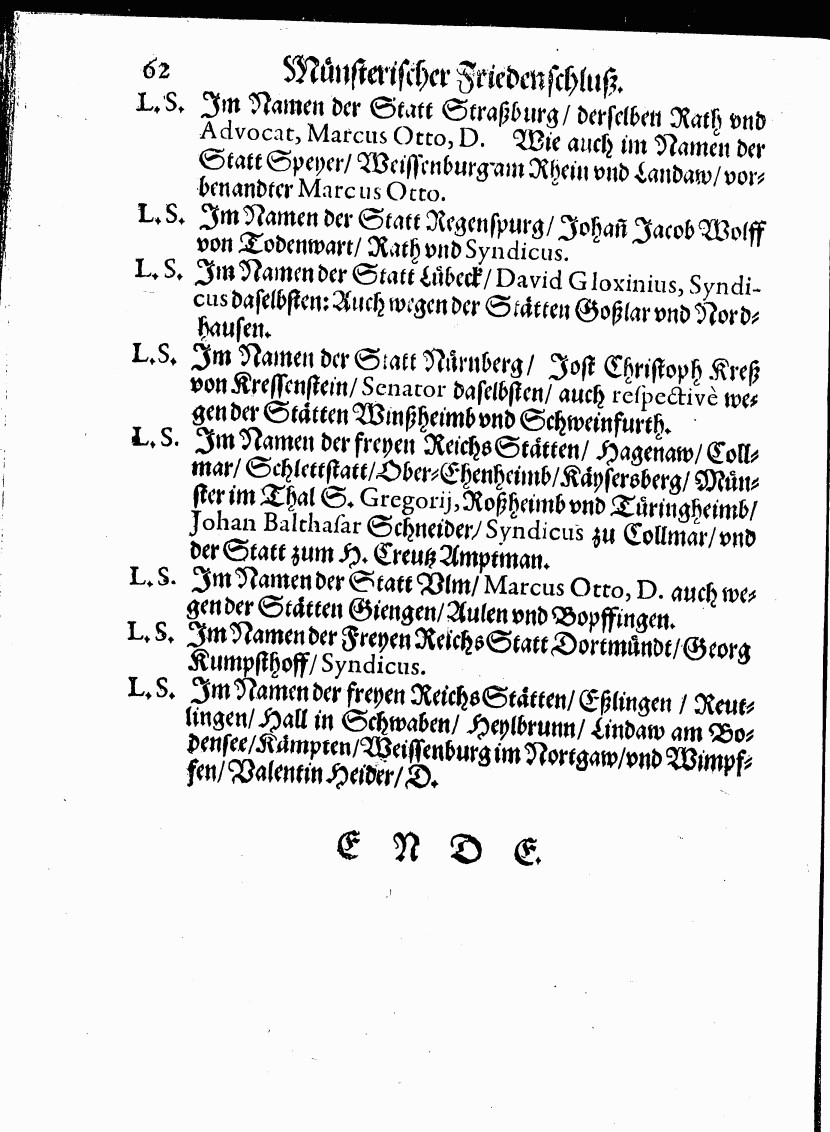
Unterzeichner Frieden zu Münster

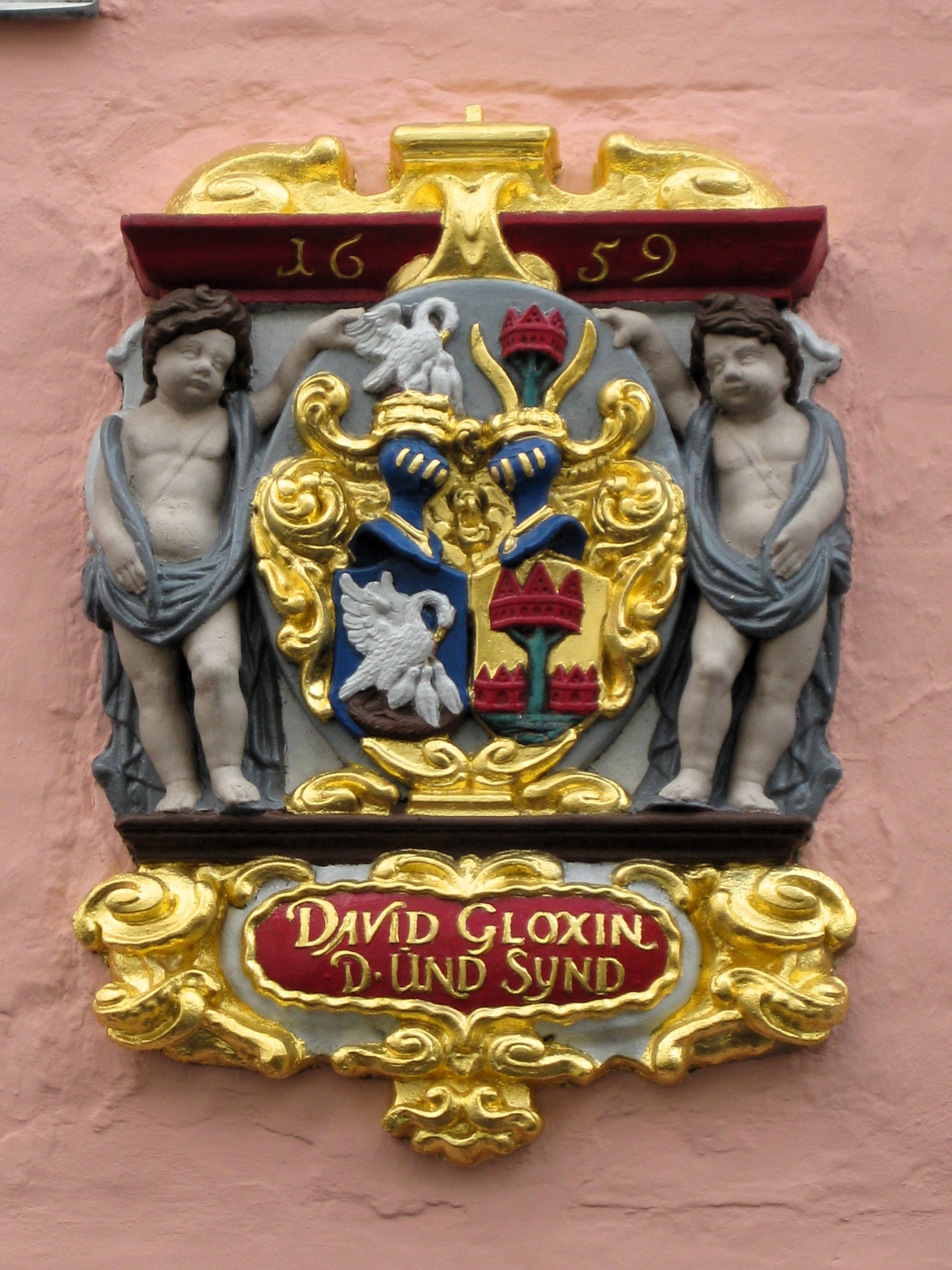
Gloxins Wappen in der Großen Gröpelgrube

David Gloxin (* 16. März 1597 in Burg auf Fehmarn; † 26. Februar 1671 in Lübeck) war ein Bürgermeister und Diplomat der Hansestadt Lübeck.

## Vorfahren
David Gloxins Familie stammte väterlicherseits aus Frankfurt an der Oder. Der Großvater Balthasar Gloxin († 1604) war in Arnswalde Pastor und Superintendent. Dessen Bruder Benjamin Gloxin war Apotheker und Bürgermeister von Worms.
David Gloxins gleichnamiger Vater David (1568–1646) wurde nach dem Studium in Wien 1588 Rektor der Lateinschule in Woerden (Niederlande). 1592 heiratete er dort seine erste Frau, David Gloxins Mutter Margareta von Hövelstein († 1609). Sie war die Tochter des Schultheiß Gisebrecht von Hövelstein in Bodegraven. Aus dieser Ehe stammen neben David dem Jüngeren die drei Töchter Elisabeth, Margaretha und Rahel und zwei weitere Söhne: Gysebrecht (* 1593) wurde Organist in Stettin und Balthasar (1601–1654) holsteinischer Kanzleirat und Lübecker Domherr.
1595 ließ David Gloxin der Ältere sich als Stadtsekretär und Organist in Burg auf Fehmarn nieder, wo er später Ratsherr und 1630 Bürgermeister wurde. Nach dem Tod seiner ersten Frau heiratete er noch dreimal. Vier jüngere Halbgeschwister und die zweite Stiefmutter starben 1629 an der Pest, der die Hälfte der Einwohner von Fehmarn zum Opfer fielen. David Gloxin der Ältere heiratete anschließend noch ein viertes Mal und bekam einen weiteren Sohn, Benjamin. Er starb bei seinen älteren Söhnen in Lübeck. Sie errichteten ihm ein Epitaph in der Nikolaikirche in Burg.

## Leben
Gloxin wurde nach dem Tod der Mutter gemeinsam mit seinem Bruder Balthasar 1613 an die neu gegründete Fürstenschule des Joachimsthalschen Gymnasiums in Joachimsthal geschickt. Nach zwei Jahren wechselten sie an das Pädagogium in Stettin, womit die Schulbildung abgeschlossen wurde.
Danach studierte er ab 1617 gemeinsam mit seinem Bruder Balthasar Rechtswissenschaften an den Universitäten Wittenberg und Rostock. 1624 trennten sich ihre Wege. Balthasar trat in den Dienst des Lübecker Bischofs Johann Friedrich von Schleswig-Holstein-Gottorf, während David zum Doktor der Rechtswissenschaften promovierte und als Begleiter zweier adliger junger Männer aus der Familie Pogwisch eine Bildungsreise unternahm, die ihn nach Holland, England, Frankreich und Spanien führte. Auf der Rückreise blieb er längere Zeit in den Städten Straßburg und Speyer. Anschließend war er als Advokat in Rostock tätig.
1632 trat er zunächst als Rat in die Dienste des Herzogs Friedrich III. von Schleswig-Holstein-Gottorf. 1636 wurde er Domherr in Lübeck, als Gottlieb von Hagen zu seinen Gunsten resignierte. Die Präbende überließ er 1642 seinem Bruder Balthasar, der sie seinem Sohn Friedrich Hans Gloxin (1635–1684), wie er herzoglicher Rat, vererbte.
1642 wurde er Syndikus des Rats der Stadt Lübeck als Nachfolger des an einem Schlaganfall verstorbenen Syndicus Leonhard von der Borgh und entfaltete bald einen beachteten Arbeitsschwerpunkt in den Auswärtigen Angelegenheiten dieser Stadt. Bereits 1642 vertrat er die Stadt gemeinsam mit dem Ratsherrn und späteren Bürgermeister Hermann von Dorne am Dänischen Hof in Kopenhagen in Fragen des Sundzolls.

### Verhandlungen nach dem Dreißigjährigen Krieg
David Gloxin vertrat die Stadt und gemeinsam mit dem Bremer Gesandten Gerhard Coccejus und dem Hamburger Gesandten Johann Christoph Meurer die Hanse von 1645 bis 1648 bei den Friedensverhandlungen in Osnabrück. Als Verhandlungsführer der Hanse forderte er die Wiederherstellung der Zustandes von 1618. Die Forderung auch der religiösen Restauration scheiterte am Protest katholischer Hansestädte wie Köln. Gloxin konnte aber die Reichsunmittelbarkeit der Städte Bremen, Hamburg und Lübeck sichern. Gleichzeitig nahm er als Vertreter des Bistums Lübeck, des Herzogtums Sachsen-Lauenburg und der Grafschaft Mömpelgard am Fürstenrat teil. Es gelang ihm, die Existenz des Hochstifts Lübeck zu sichern, das als einziges protestantisches Fürstbistum im Reich bestehen blieb.
Abschließend war er Teilnehmer am Nürnberger Exekutionstag 1649 bis 1650, an den niedersächsischen Kreistagen 1649, 1652 und 1663 und am Reichstag zu Regensburg 1653/1654. Dabei stand er im engen Kontakt zu Otto von Guericke, dem Magdeburger Gesandten, dessen Forderungen nach Wiederherstellung der Reichsfreiheit von Magdeburg er unterstützte. 1653 ernannte ihn Kaiser Ferdinand III. zum Kaiserlichen Rat.

### Lübecker Bürgermeister
1666 wurde David Gloxin in den Lübecker Rat und gleichzeitig zum Bürgermeister gewählt. Er erreichte 1663–1667 zugunsten der Stadt die Abweisung der Ansprüche des Lübecker Johannisklosters auf die Reichsunmittelbarkeit. Durch die Verfassungsreformen wie den Kassarezess stellte er sich gegen das Lübecker Patriziat und trat für Reformen des Staatswesens ein. Gemeinsam mit dem Bürgermeister Matthäus Rodde verhandelte er 1669 den Lübecker Bürgerrezess. Er gilt als der fähigste politische Kopf Lübecks im 17. Jahrhundert und darüber hinaus. Seinen Erfolg hatte der Mann mit starkem Selbstbewusstsein mit schweren Auseinandersetzungen um seine persönliche und politische Integrität zu bezahlen, welches sich in umfangreichen Schmähschriften widerspiegelt.
1659 richtete er die Gloxin-Stiftung in der Lübecker Schildstraße ein, wo er seit 1652 im Brömserhof (Nr. 12) wohnte. Das Gebäude wurde mit seinem Wappen verziert. Nach der Auflösung des Armengangs durch den Arzt Matthias Ludwig Leithoff wurde die Stiftung in die Große Gröpelgrube verlegt und sein Wappen dort 1819 an dem aus dem 17. Jahrhundert stammenden Gebäude angebracht.
1667 wurde er Vorsteher der Petrikirche, 1668 am Dom, St. Jacobi und dem Heiligen-Geist-Hospital, 1669 an St. Marien. Gemeinsam mit seinem Schwager verwaltete er das sogenannte Schabbel-Stipendium, das Heinrich Schabbel (1565–1639), ein Hamburger Verwandter seiner Frau, gestiftet hatte und das vielen begabten Lübeckern ein Studium ermöglichte, darunter auch seinem Enkel August Hermann Francke. Vermutlich war es auch er, der den Fehmarner Organisten Franz Tunder an die Marienkirche vermittelte.
Begraben wurde er im Lübecker Dom. Sein Epitaph im südlichen Seitenschiff wurde beim Luftangriff auf Lübeck am 29. März 1942 zerstört.

## Familie
David Gloxin heiratete am 8. Februar 1625 in Wismar Anna Schabbel, die Schwester des dortigen Bürgermeisters Heinrich Schabbel. Seine Tochter Margarethe Elisabeth (1629–1671) heiratete 1647 Valentin Heider, der mehrere protestantische Reichsstädte bei den Friedensverhandlungen in Osnabrück und Nürnberg vertrat. Über seine Tochter Anna (1635–1709), die den Syndikus des Ratzeburger Domkapitels Johannes Francke heiratete, war David Gloxin Großvater von August Hermann Francke (1663–1727). Der jüngste Sohn Anton Heinrich (1645–1690) war Jurist und kaiserlicher Rat. Er übernahm von seinem Vater die Verwaltung der Familienstiftungen und unterstützte die jung verwitwete Schwester Anna bei der Erziehung ihrer Kinder. Zwei weitere Söhne Friedrich und David wurde schon als Kinder 1643 in Rostock immatrikuliert. Friedrich starb 1654 als Student in Jena, als er einen Streit zwischen Kommilitonen schlichten wollte. David und sein gleichaltriger Onkel, David Gloxins jüngster Halbbruder Benjamin Gloxin, starben ebenfalls als Studenten in Jena, beide wohl nach längerer Krankheit. Seinem Bruder setzte David Gloxin ein Epitaph in der Kirche in Burg, welches 1671 durch seinen Sohn Anton Heinrich unter Verwendung des alten Porträts erneuert wurde.